# Sorstalanság
A Sorstalanság az irodalmi Nobel-díjas Kertész Imre regénye. 1960 és 1973 között íródott, először 1975-ben adták ki.

## Keletkezése

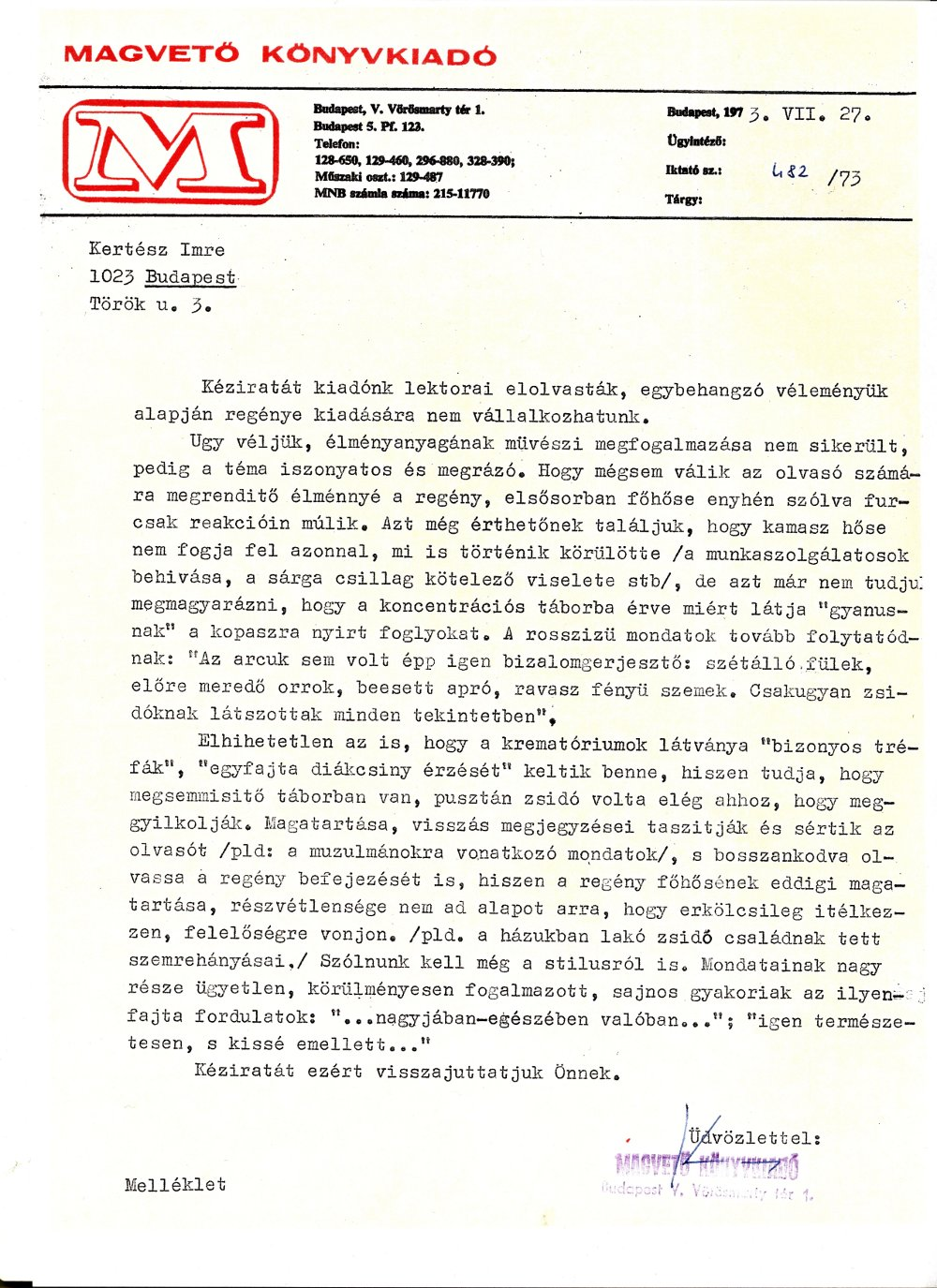
A Magvető Könyvkiadó elutasító levele

Kertész a Sorstalanságot 1960-ban kezdte írni, végül 13 év múlva, 1973-ban fejezte be. A kézirat eredetileg a Muzulmán címet kapta, az alcím pedig Egy sorstalanság regénye volt. Muzulmánnak hívták a lágerszlengben azokat a rabokat, akik annyira legyengültek fizikailag és szellemileg, hogy nem volt erejük az életbe kapaszkodni. A megírás időszakáról bővebben az 1990-ben megjelent Gályanapló című könyvében számolt be. 
1973. május 9-én fejezte be a regényt, a kéziratot beadta a Magvető Könyvkiadóhoz, ám az a júliusi válaszlevelében elutasította a kiadást, azokkal az esztétikai indokokkal, amelyekért 30 év múlva a szerző irodalmi Nobel-díjat kapott. Kertészt felháborította az elutasítás.
Ezt követően Kertész úgy tervezte, hogy egy külföldi emigráns kiadóhoz juttatja el a regényt, ahol ki tudják adni, majd végül a Szépirodalmi Könyvkiadóhoz, adta be a kéziratot, ahol két elismerő lektori véleményt kapott, a lektor Ács Margit és Gondos Ernő volt, aki aztán a kézirat szerkesztője lett. Gondos javaslatára változtatta a címet Sorstalanságra, majd nagy nehézségek árán, 1975-ben megjelent a regény.

## Fogadtatása
Megjelenése idejében a Sorstalanság pozitív kritikai fogadtatásban részesült, ám nem került be az irodalmi kánonba, közgondolkodásba.
A regény sikerének fontos tényezője volt Spiró György, akinek Hajnóczy Péter hívta fel a figyelmét a műre. Spiró 1983-ban az Élet és Irodalomba írt a könyvről recenziót Non habent sua fata címmel. Spiró szerint az olvasó a regényben nemcsak a lágerregények esztétikai konvencióiban részesül, hanem „valami lényegit, egzisztenciálisat, létfilozófiát” kap. Spiró írása ráirányította a figyelmet a Sorstalanságra, ezt követően 1985-ben másodszor is kiadták a regényt és lassan kanonizálódni kezdett a mű.

## Cselekménye
|  | Alább a cselekmény részletei következnek! |

A Sorstalanság Kertész egyik nyilatkozata szerint nemcsak a nácizmusról szól, létrejöttéhez a magyar szocializmusban szerzett tapasztalatokra is szükség volt. Az önéletrajzi ihletésű regény egy 15. évében járó magyar zsidó fiúról, Köves Gyuriról szól, aki megjárta az auschwitzi és buchenwaldi koncentrációs tábort.
A fiú apját munkaszolgálatra hívják be, ezzel indul a cselekmény. Ő maga mostohaanyjával él tovább, s Csepelre jár dolgozni egy hadiüzembe. Egyik nap azonban rendőr szállítja le az autóbuszról, és társaival együtt az egyik téglagyárba kísérik. A gettóba zárt zsidókat nemsokára Németország felé irányítják, egy vagonba terelik, amely Auschwitzban köt ki. Hogy nem végzik ki őt és több társát, az annak köszönhető, hogy munkaképesnek ítélik őket. Így továbbmehetnek Buchenwaldba. Itt kora hajnaltól késő estig dolgoznak egy hadiüzemben. A rendkívül fárasztó munkától, valamint az alultápláltság miatt a főhős szervezete meggyengül. Egy kisebb táborban, amelybe átszállítják, komolyan megbetegszik, ezért visszakerül Buchenwaldba, ahol a rabkórházban helyezik el. A halálra várva, miközben kezd felépülni, éri a hír, hogy a koncentrációs tábor felszabadult. Köves Gyuri útnak indul hazafelé, Pestre, ahol időközben minden megváltozott (apja meghalt, mostohaanyja újra férjhez ment, lakásukba idegen család költözött), és ahol a főhős – élményei következtében – nem képes beilleszkedni újra a régi életébe. Hontalanul próbál új életet kezdeni.
|  | Itt a vége a cselekmény részletezésének! |

## A „sorstalanság” fogalma
Kertész Imre a Gályanaplójában ad támpontokat a címben szereplő sorstalanság mint fogalom értelmezéséhez.
„Én sosem gondoltam arra, hogy zsidó vagyok, leszámítva a veszélyeztetettség pillanatait. A zsidóság azonban ilyenkor sem »belsőként« lépett fel, hanem mindig csak negativitásként, korlátozásként, külsődleges determinánsként – ahogyan, mondjuk, az ember eleven tápláléknak minősíti magát a tengerben egy cápával, a dzsungelben egy tigrissel szemben. Az ember azonban mégsem éri be vele, hogy csupán mások tápláléka legyen. A vallásra sosem gondoltam: ezt egyszerűen nem értem, a zsidó vallást éppolyan kevéssé, mint – teszem – a buddhizmust, a tűzimádást, Káli-isten szolgálását vagy a mormonokat. De a zsidóságom révén mégis átéltem valamit, s ez a totalitarizmusnak kiszolgáltatott emberlét egyetemes élménye.”
„Mit nevezek sorsnak? Mindenesetre a tragédia lehetőségét. A külső determináció azonban, a stigma, amely életünket az adott totalitarizmus egy helyzetébe, egy képtelenségbe szorítja, meghiúsítja ezt: ha tehát a ránk kirótt determinációnkat éljük végig valóságként, a saját – viszonylagos – szabadságunkból következő szükségszerűség helyett, ezt nevezném sorstalanságnak.
Lényeges, hogy determinációnk mindig ellentétben álljon természetes felfogásunkkal, hajlandóságainkkal, így áll elő vegytiszta állapotban a sorstalanság.”
„Az én »muzulmánom« dilemmája: hogy miként formálhat sorsot a saját determinációjából. Ám ez a determináció folytathatatlan: történelmileg érvényét veszti, és mindenki megtagadja. Így hát semmi sem marad belőle, csak a testi szenvedés emléke. No meg az előtte álló újabb determinációk távlata.”

## Folytatások
A könyv folytatásai A kudarc  és a Kaddis a meg nem született gyermekért.

## Fordítások
- 1990-ben jelent meg először német nyelven, l. Imre Kertész: Mensch ohne Schicksal ; aus dem Ungarischen von Jörg Buschmann. Berlin : Rütten&Loening , 1990. ISBN 3352003416
- 1992-ben fordították le elsőként angolra, Fateless címen jelent meg (ISBN 0810110490 és ISBN 0810110245). 2004-ben újra lefordították, ekkor Fatelessness címmel (ISBN 1400078636), ami pontosabb fordítása az eredeti címnek.
- 1996-ban jelent meg másodszor német nyelven, ll. Imre Kertész: Roman eines Schicksallosen ; aus dem Ungarischen von Christina Viragh. Berlin : Rowohlt, 1996. ISBN 3871342297
- 1998-ban jelent meg először francia nyelven, l. Imre Kertész: Etre sans destin : roman; trad. par Natalia et Charles Zaremba. Arles : Actes Sud, 1998. ISBN 2742715428
- 2002-ben olasz nyelvre németből fordították először, l. Imre Kertész: Essere senza destino. Trad. di Barbara Griffini. Milano : Feltrinelli, 2002. ISBN 8807015617
- 2002-ben orosz nyelvre fordította le Jurij Pavlovics Guszev Без судьбы címen. ISBN 5751604334
- 2003-ban jelent meg eszperantó fordítása Sensorteco címen.
- 2003-ban fordították le cseh nyelvre, l. Imre Kertész: Člověk bez osudu. Přel. Kateřina Pošová. Praha : Academia, 2003. ISBN 8020010637
- Szintén 2003-ban Jože Hradil szlovén nyelvre is lefordította Brezusodnost címen. A ljubljanai Beletrina kiadó adta ki.
- 2004-ben fordították le cigány nyelvre, l. Kertész Imre: Bizhelyakipe. Ford. Rostás Farkas György, ifj. Rostás Farkas György. Budapest : Aranygolyó Kiadó, 2004. ISBN 9632103815
- 2008-ban jelent meg lett fordítása "Bezliktenis" címen Elga Sakse fordításában a  Tapals kiadó által. Sólyom László, a Magyar Köztársaság elnöke Elga Sakse műfordítónak a magyar irodalom lett nyelven történő népszerűsítése terén kifejtett tevékenységéért A Magyar Köztársasági Érdemrend lovagkeresztje kitüntetést adományozta. Az elismerést Mohácsi István nagykövet 2008. április 8-án adta át a nagykövetségen. ISBN 9789984796451.
- 2010-ben jelent meg litván nyelven, "Be likimo" címmel Algirdas Jakulis fordításában. Kiadó: Alma littera, ISBN 9789955386681

## Filmfeldolgozás
Koltai Lajos operatőr a regényből a szerző forgatókönyve alapján forgatott filmet, melyet 2005-ben mutattak be.